# استفانیا اورسولا گارلو
استفانیا اورسولا گارلو (ایتالیایی: Stefania Orsola Garello؛ زادهٔ ۳۱ دسامبر ۱۹۶۳) بازیگر اهل ایتالیا است.
از فیلم‌ها یا برنامه‌های تلویزیونی که وی در آن نقش داشته‌است می‌توان به شاه آرتور و بهشت اشاره کرد.